# Andrea Soncin
Andrea Soncin, född den 5 september 1978 i Vigevano, är en italiensk fotbollsspelare.

## Karriär
Andrea Soncin hade lång karriär som fotbollsspelare som sträckte sig från 1995 till 2017 där han bland annat spelade för ACF Fiorentina, Perugia Calcio och Atalanta BC. Hans tränarkarriär som inleddes som assisterande tränare i Venezia FC år 2022. År 2023 tog han över som förbundskapten för det italienska damlandslaget.